# ヨハン・フリードリヒ・ヴィルヘルム・イェルーザレム

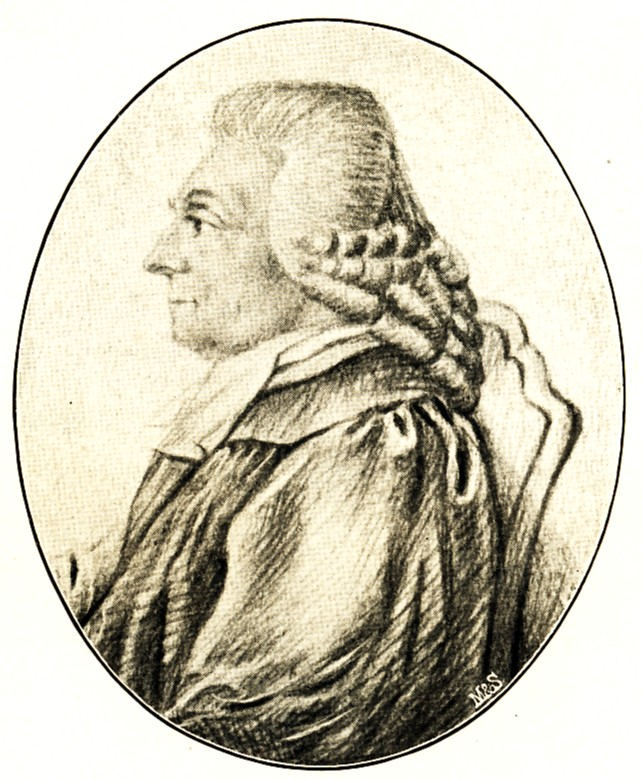
イェルーザレム

ヨハン・フリードリヒ・ヴィルヘルム・イェルーザレム（独: Johann Friedrich Wilhelm Jerusalem、1709年11月 - 1789年9月）は、ドイツの神学者。オスナブリュック出身で、ブラウンシュヴァイクで活動した。教義批評、教理批評の教義史の創始者である。カール・イェルーザレムは息子。ブラウンシュヴァイク＝ヴォルフェンビュッテル公カール・ヴィルヘルム・フェルディナントに啓蒙教育をほどこした。